# شینتارو شیمیزو
شینتارو شیمیزو (انگلیسی: Shintaro Shimizu؛ زادهٔ ۲۳ اوت ۱۹۹۲) بازیکن فوتبال اهل ژاپن است.